# روبرتو اسکارونه
روبرتو اسکارونه (انگلیسی: Roberto Scarone; زاده ۱۶ ژوئیهٔ ۱۹۱۷ – درگذشته ۲۵ آوریل ۱۹۹۴) بازیکن فوتبال اهل اروگوئه بود.
از باشگاه‌هایی که در آن بازی کرده‌است می‌توان به باشگاه فوتبال آمریکا، باشگاه فوتبال پنیارول، باشگاه فوتبال جیمناسیا لاپلاتا، و باشگاه فوتبال جیمناسیا لاپلاتا، اشاره کرد.